# Willem Kloos
Willem Johan Kloos (ur. 6 maja 1859 w Amsterdamie, zm. 31 marca 1938 w Hadze) – holenderski poeta i krytyk literacki.

## Życiorys
Był przedstawicielem modernizmu i propagatorem sztuki indywidualnej. W 1885 wraz z Frederikiem van Eeden i Albertem Verweyem założył pismo literackie „De Nieuwe Gids”, będące programowym organem awangardowej grupy literackiej Tachtig, które do 1894 redagował. Nieustannie propagował ideę piękna jako najważniejszą wartość w sztuce i w życiu, wielbił angielskich poetów romantycznych Johna Keatsa i Percy'ego Shelley'ego. Był zdecydowany ponownie uczynić sonet ważną formą sztuki z nowym, swobodnym rytmem. Opublikował zbiory poezji Verzen (Wiersze) m.in. w 1894 i 1913, poza tym wydał w czterech tomach zbiory szkiców literackich (1896-1897) i studia historycznopolityczne m.in. o Willemie Bilderdijku. Zainspirowany przez poemat Hermana Gortera Mei z 1889 doszedł do wniosku, że poezja powinna być najbardziej indywidualną ekspresją najbardziej indywidualnych emocji.  W 1882 opublikował wiersze swojego zmarłego przedwcześnie przyjaciela Jacquesa Perka. Był bezlitosnym krytykiem retorycznej, beznamiętnej natury tradycyjnego pisarstwa holenderskiego.